# Поясница

Поясни́ца (поясничная область) — часть спины человека между крестцом и рёбрами. Разделяется на две равные половины позвоночником. Кожа на пояснице может быть покрыта волосяным покровом (у мужчин) или редкими полупрозрачными волосками (у женщин).

## Болезни
Поясница подвержена болям, связанным с такими заболеваниями, как, остеохондроз, люмбаго и радикулит, а также в связи с болезнями и травмами позвоночного столба.